# (37500) 2118 T-2
2118 T-2 (asteroide 37500) é um asteroide da cintura principal. Possui uma excentricidade de 0.04099020 e uma inclinação de 3.49243º.
Este asteroide foi descoberto no dia 29 de setembro de 1973 por Cornelis Johannes van Houten e Ingrid van Houten-Groeneveld e Tom Gehrels em Palomar.